# 테너 색소폰

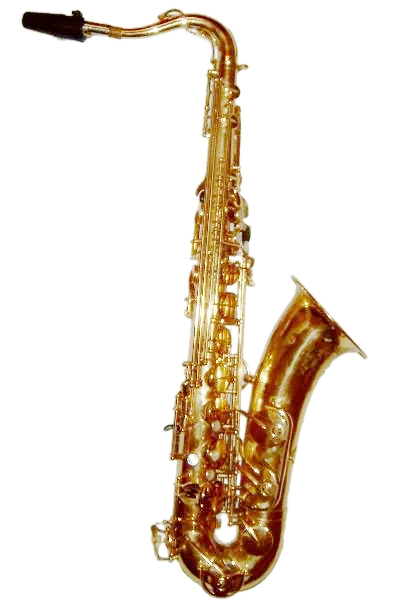
테너 색소폰

테너 색소폰(Tenor saxophone)은 낮은 음역대부터 높은 음역대를 두루 연주하는 색소폰이고 목관악기이며 1846년에 발명되었다. 특히 남성의 높은 음역대 표현력이 가장 두드러진 색소폰 악기이다.

## 같이 보기
- 소프라노 색소폰
- 알토 색소폰
- 바리톤 색소폰